# Střípky (album)
Střípky je šesté studiové album Hany Zagorové nahrané v Studio Mozarteum, Československý rozhlas a Československý film. Album vyšlo roku 1981. Hudební aranžmá vytvořil Karel Vágner se svým orchestrem a Taneční orchestr Čs. rozhlasu.

## Seznam skladeb
Strana A:
1. Usnul nám, spí (Karel Vágner/Pavel Žák) 02:43
2. Nevěřím ti (Pavel Vaculík/Miroslav Černý) 02:46
3. Benjamín (Vítězslav Hádl/Michael Prostějovský) 03:37
4. Oceán (Jaromír Klempíř/Michael Prostějovský) 03:24
5. Opona (Jaroslav Uhlíř/Karel Šíp) 03:25
6. Píseň lásky tlampač z dáli hrál (Karel Svoboda/Zdeněk Borovec) 02:55

Strana B:
1. Setkání (Jaromír Klempíř/Hana Zagorová), s Drupim 03:20
2. Lásko, amore (Vítězslav Hádl/Zdeněk Borovec) 02:45
3. Dvě žlutá kuřátka (Piano Jack And Dixieland) (tradiční/tradiční), s Helenou Vondráčkovou 02:41
4. Zákaz předjíždění (Im Wagen vor mir) (Hans Blüm/Pavel Žák), s Petrem Rezkem 03:20
5. Vyhrát se dá (Vítězslav Hádl/Hana Zagorová), s Jiřím Kornem 02:31
6. Dávné lásky (Vítězslav Hádl/Hana Zagorová), Karlem Gottem 03:09